# Я отримаю її все ж
Я отримаю її все ж (англ. I'll Get Her Yet) — американська короткометражна кінокомедія режисера Роя Клементса 1916 року.

## У ролях
- Пет Руні — Гаррі Лайтфут
- Ден Даффі — Теренс Тайгтворд — батько
- Патриція Руні — Меріон Тайгтворд — дочка
- Джейн Берноуді — Саллі Слеппус — покоївка
- Віктор Потел — Слім — коридорний
- Едвард Седжвік — Фатті — коридорний
- Ейлін Седжвік — міс Магнето